# Gemeindetag Baden-Württemberg
Der Gemeindetag Baden-Württemberg ist der größte kommunale Landesverband in Baden-Württemberg. Von den 1.101 baden-württembergischen Städten und Gemeinden sind gegenwärtig 1.063 Städte und Gemeinden Mitglieder des Gemeindetags (Stand: 08/2023). Die größte Mitgliedsstadt hat über 110.000 Einwohner, die kleinste Mitgliedsgemeinde weniger als 100 Einwohner (Stand: 08/2023). Insgesamt vertritt der Gemeindetag damit Städte und Gemeinden mit mehr als sieben Millionen Bürgerinnen und Bürgern. Weitere Mitglieder sind unter anderem der Kommunalverband für Jugend und Soziales Baden-Württemberg, die Württembergische Gemeinde-Versicherung (WGV), der Badische Gemeinde-Versicherungs-Verband (BGV), die badenova AG & Co, die regionalen Rechenzentren sowie verschiedene Zweckverbände und gemeindliche Gesellschaften.
Der Gemeindetag ist privatrechtlich als eingetragener Verein organisiert und unabhängig von staatlicher Aufsicht oder staatlichen Einflüssen und erhält auch keine staatlichen Zuschüsse. Er ist Mitglied des Deutschen Städte- und Gemeindebunds (DStGB).

## Geschichte
Entstanden ist der Gemeindetag Baden-Württemberg am 1. Januar 1973. Im Zuge der damaligen Gebietsreform fusionierten der 1921 gegründete Württembergische Gemeindetag und der seit 1906 bestehende Verband badischer Gemeinden.

### Publikationen
Der Gemeindetag ist seit Juli 2020 der Herausgeber des monatlich erscheinenden Magazins "die:gemeinde". Das Magazin erhalten die Mitgliedsstädte und -gemeinden des Gemeindetages im Rahmen ihrer Mitgliedschaft. Neben den (Ober-)Bürgermeistern sowie weitere Verwaltungsmitarbeiter erreicht das Magazin auch die Gemeinderatsmitglieder der Mitgliedskommunen. Interessierte können sich auch über die öffentliche magazineigene Homepage www.diegemeinde.de über kommunale Themen aus Baden-Württemberg informieren.
Bis Juni 2020 versorgte der Gemeindetag mit seiner Verbandszeitschrift „Die Gemeinde/BWGZ“ zweimal im Monat Stadt- und Gemeindeverwaltungen des Landes, Gemeinderäte, Landratsämter, Kreisräte sowie Entscheidungsträger in Ministerien, Verbänden und anderen Institutionen mit aktuellen Informationen rund um die kommunalpolitische Fachwelt. Mit Start des neuen Magazins wird die Verbandszeitschrift „Die Gemeinde/BWGZ“ eingestellt.
Zu den Autorinnen und Autoren der Zeitschrift gehörten unter anderem Kay-Uwe Martens, Julian Osswald, Richard Reschl, Birgit Schenk, Paul Witt und Herbert Zinell.
Der Vorgänger der Verbandszeitschrift BWGZ – Die Gemeindezeitung, die Württembergische Gemeindezeitung, geht auf das Jahr 1872 zurück.

## Aufgaben

### Interessenvertretung auf Landesebene
Die primäre Aufgabe des Gemeindetags ist die Vertretung der gemeinsamen Interessen der baden-württembergischen Städte und Gemeinden auf sämtlichen politischen Ebenen. Dies geschieht unabhängig und überparteilich. Außerdem gilt ist er Repräsentant seiner Mitgliedskommunen und berät die Mitgliedskommunen in allen Bereichen der Kommunalverwaltung. Er ist die Lobby der kleineren Gemeinden und der Mittelstädte im Land.
Gelegenheit dazu besteht, wenn der Gemeindetag zu Gesetzen, Verordnungen und Programmen gehört wird, die Städte und Gemeinden betreffen. So ist der Gemeindetag für einen großen Teil der Landespolitik wichtiger Gesprächspartner von Regierung und Opposition: Gelegentlich unterstützend, oft auch kritisch. Und immer häufiger ist es der Gemeindetag, der die Initiative ergreift, wenn die Lage der Kommunen landespolitisches Handeln erfordert. Auch die angemessene Präsenz kommunaler Interessen in den Medien hat im Gemeindetag hohen Stellenwert.
Auf Bundesebene erfüllt der Deutsche Städte- und Gemeindebund eine ähnliche Funktion. Hier hat der Gemeindetag Baden-Württemberg als großer Mitgliedsverband eine maßgebliche Stimme. Der Präsident des baden-württembergischen Gemeindetags, Steffen Jäger, ist (wie zuvor für viele Jahre sein Vorgänger Roger Kehle) auch Vizepräsident des Deutschen Städte- und Gemeindebunds.
Europäische Politik spielt inzwischen in den Städten und Gemeinden eine immer wichtigere Rolle. Um auch bei dieser Entwicklung für seine Mitgliedsstädte und Gemeinden immer auf dem neuesten Stand zu sein, hat der Gemeindetag mit seinem Europabüro einen „Horchposten“ in Brüssel.

### Information und Beratung von Städten und Gemeinden
Die aktuellen Informationen des Gemeindetags über kommunale Angelegenheiten, politische Entwicklungen und fachliche Neuheiten sind für alle Mitglieder wichtig. Tagesaktuell kommen sie als E-Mail ins Rathaus, wenn gewünscht nach Themen ausgewählt an den richtigen Arbeitsplatz. Die Öffentlichkeit findet auf der Internetseite des Verbands ein großes Informationsangebot (gemeindetag-bw.de). Nur Mitgliedern zugänglich sind die Fachinformationen im Extrane des Verbands.
Die Beratung der Mitgliedsstädte und -gemeinden in fachlich schwierigen oder grundsätzlich bedeutsamen Angelegenheiten ist eine Kernkompetenz des Gemeindetags. Das wird ihm von seinen Mitgliedern immer wieder bescheinigt.

## Organe und Gremien
Der Landesvorstand ist das oberste Lenkungsgremium des Verbands zwischen den alle zwei Jahre stattfindenden Mitgliederversammlungen. Er hat 50 Mitglieder, die zum größten Teil von den 35 Kreisverbänden gewählt werden. Der Landesvorstand tagt vier Mal jährlich. Den Vorsitz hat der Präsident. Er leitet auch die etwa monatlichen Sitzungen des Präsidiums. Es hat dreizehn Mitglieder: Präsident und vier Vizepräsidenten, acht vom Landesvorstand aus seiner Mitte gewählte Präsidiumsmitglieder.
In neun Fachausschüssen wird die fachliche Vorarbeit für die politischen Entscheidungen in den Führungsgremien des Verbands geleistet. Sie befassen sich mit
- Bauen, Verkehr und Digitalisierung,
- Finanzen,
- Tourismus,
- Gemeindewirtschaft und Energie,
- Forstwirtschaft,
- Bildung, Jugend und Sport,
- Recht, Personal, Europa und E-Government,
- Soziales, Gesundheit und Integration
- Umwelt und Ländlichem Raum.

Ein gemeinsamer Forstausschuss (mit dem Städtetag) wird vom Gemeindetag betreut. Der fachlichen Zusammenarbeit der Mitgliedsstädte und -gemeinden dienen die Arbeitsgemeinschaften der Bauamtsleiter, der Kämmerer und Steuerfachleute, der Hauptamtsleiter und der Ortsvorsteher. Regelmäßig treffen sich auch die Ober-/Bürgermeister der Mitgliedsstädte über 10.000 Einwohner, die Geschäftsführer von Gemeindeverwaltungsverbänden und ein Arbeitskreis der kommunalen Werke und Zweckverbände für Wasserversorgung und Abwasserbeseitigung.
Basis der Zusammenarbeit im Gemeindetag sind seine Kreisverbände in allen 35 Landkreisen. Hier wird die Meinungsbildung im Verband vorbereitet; es werden aber auch Angelegenheiten der Gemeinden im Kreis koordiniert und Erfahrungen ausgetauscht. Die Vertreter der Kreisverbände sind im Landesvorstand an Beschlüsse ihrer Kreisverbände gebunden.

## Geschäftsstelle
Die Geschäftsstelle wird vom Präsidenten, der seit 2007 gleichzeitig Hauptgeschäftsführer ist, geleitet. Sie hat 39 Mitarbeiterinnen und Mitarbeiter, darunter einen Beigeordneten, welcher neben Koordinierungs- und Fachaufgaben den Hauptgeschäftsführer vertritt. Das Haus in der Stuttgarter Panoramastraße ist seit den 1920er Jahren Sitz des Gemeindetags. Aktueller Präsident ist Steffen Jäger.

## Verwaltungsschule des Gemeindetags Baden-Württemberg
Die Verwaltungsschule des Gemeindetags hat ihren Sitz im badischen Landesteil, in Karlsruhe, am früheren Sitz des Verbands badischer Gemeinden. Für ein Fortbildungsprogramm sorgen dort neun Mitarbeiter und mehr als 200 nebenamtliche Dozenten. Zum Angebot der Verwaltungsschule gehören außerdem Seminare für Gemeinde- und Ortschaftsräte. Die Verwaltungsschule bildet darüber hinaus Beamte und Angestellte in speziellen Lehrgängen aus und ergänzt so die praktische Ausbildung in den Rathäusern. Sie ist Mitglied im Bundesverband der Verwaltungsschulen und Studieninstitute (BVSI).

## Europabüro der baden-württembergischen Kommunen
Die kommunalen Landesverbände Baden-Württembergs – Gemeindetag, Städtetag und Landkreistag – haben seit 1999 ein Europabüro in Brüssel mit zwei gemeinsamen Referenten. Durch die direkte Präsenz in Brüssel wird de Europakompetenz der Kommunen gestärkt:
- Sie erhalten über ihre Landesverbände frühzeitig Informationen über alle kommunalrelevanten Aktivitäten und Gesetzgebungsverfahren der EU:
- Die baden-württembergischen Städte und Gemeinden erhalten vom Europabüro frühzeitig Informationen über kommunalrelevante Entwicklungen und Gesetzgebungsverfahren der EU.
- Sie können über das Europabüro rechtzeitig kommunale Erfahrungen in den europäischen Entscheidungsprozess einbringen.
- Das Europabüro organisiert für die Vertreter der baden-württembergischen Städte und Gemeinden Gesprächskontakte in Brüssel.
- Über das Europabüro erhalten die Städte und Gemeinden frühzeitig Informationen über Ausschreibungen von Förderprogrammen der EU und werden bei der Antragsstellung beraten.

Das Europabüro wird in einer Bürogemeinschaft mit den kommunalen Spitzenverbänden aus Bayern und Sachsen betrieben und vom Gemeindetag organisatorisch geführt.

## Bisherige Präsidenten
- BM Werner Thrum, Korntal, 1973–1975
- BM Erhard Junghans, Külsheim, 1976–1979
- OB Karl-Heinz Lehmann, Calw, 1979–1991
- BM Werner Dammert, Horben, 1991–1993
- BM Otwin Brucker, Pliezhausen, 1994–2005
- BM Roger Kehle, Wernau, 2005–2021, Ehrenpräsident seit 2021
- BM a. D. Steffen Jäger, Oppenweiler, seit 2021[21]